# Fornax (mitologia)
Fornax – w mitologii rzymskiej bogini pieca chlebowego bądź patronująca procesowi wypiekania chleba. Ku jej czci obchodzono w lutym Fornakalia (Fornacalia).